# شیخ فانتامادی دیارا
شیخ فانتامادی دیارا (انگلیسی: Cheick Fantamady Diarra؛ زادهٔ ۱۱ فوریهٔ ۱۹۹۲) بازیکن فوتبال اهل مالی است که در حال حاضر برای باشگاه ورزشی پاریس ۱۳ بازی می‌کند. 
از باشگاه‌هایی که در آن بازی کرده‌است می‌توان به باشگاه فوتبال پاریس، باشگاه ورزشی ساحلی دانکرک، باشگاه فوتبال شاتورو، باشگاه فوتبال رن و باشگاه فوتبال اوسر اشاره کرد.
وی همچنین در تیم ملی فوتبال مالی بازی کرده‌است.

## دوران باشگاهی
دیارا کار خود را با مرکز سلف کیتا آغاز کرد. در ۶ ژوئیه ۲۰۱۱ به رن نقل مکان کرد. او برای فصل ۱۴–۲۰۱۳ به باشگاه لیگ ۲ ایسترز قرض داده شد.
او دوباره در لیگ ۲ در فصل بعد به اوسر قرض داده شد.
در ۱۵ ژوئیه ۲۰۱۶، فانتامادی دیارا به تورز، باشگاهی در لیگ ۲ پیوست.
در ۱۸ اوت ۲۰۱۸، او به شاتورو در لیگ ۲ پیوست.
در ۸ سپتامبر ۲۰۲۱، او برای فصل ۲۰۲۱–۲۰۲۲ به کرتیل نقل مکان کرد.
در ۱۷ ژوئیه ۲۰۲۲، دیارا با پاریس ۱۳ اتلتیکو قرارداد امضا کرد.